# هفت دریا به کاله
هفت دریا به کاله (به انگلیسی: Seven Seas to Calais) فیلمی ایتالیایی محصول سال ۱۹۶۳ و به کارگردانی رودولف ماته و پریمو زلیو است. در این فیلم بازیگرانی همچون راد تیلور، کیت میشل، ادی وسل، ترنس هیل، باسیل دیگنام، آنتونی داوسون، آیرین ورت، آرتورو دومینیچی، مارکو گوگلیلمی، اومبرتو راهو، لوچانا جیلی، جانی سولارو و آلدو بوفی لندی ایفای نقش کرده‌اند.